# Over-the-air
Con l'acronimo Over-the-air (OTA) s'intende una tipologia di scambio dati che consente l'aggiornamento del software di un dispositivo digitale (tablet, smartphone, etc...) tramite una comunicazione punto-punto e per mezzo di una rete wireless (senza cavo), tipica dei dispositivi che non usano una connessione dati fissa.
L'aggiornamento OTA è diventato una modalità standard quando si tratta d'eseguire l'aggiornamento del sistema operativo: fondamentalmente questo accade perché la tecnologia OTA permette di installare aggiornamenti senza le complicate procedure tramite bootloader, recupero dati o appositi programmi installati su PC come Odin, Kies e iTunes.
L'aggiornamento viene rilasciato contemporaneamente da un'unità centrale (di hosting) verso tutti i dispositivi ad essa connessi (client) e che non possono modificarlo.
Questa modalità d'aggiornamento è particolarmente usata nei dispositivi mobili come smartphone e tablet, ovvero verso quegli apparecchi che non usano stabilmente una tipologia di connessione fissa (via cavo): i principali sistemi operativi mobili che usano gli aggiornamenti OTA sono Android, Windows Phone (da Windows Phone 8), iOS (da iOS 5) e BlackBerry OS.
Anche la casa automobilistica Tesla Motors utilizza questo metodo per fornire aggiornamenti alle proprie autovetture senza che il proprietario dell'auto stessa sia necessariamente costretto a recarsi presso un'autofficina.